# Pimoa daman
Pimoa daman (лат.) — вид пимовых пауков рода Pimoa (Pimoidae). Название дано по месту нахождения (Daman).

## Распространение
Азия, Непал (Narayani District, Daman, Forest near Panorama Resort, 27.60°N, 85.09°Eна высоте 2401 м).

## Описание
Мелкие пауки, длина тела около 10 мм. Эпигина субтреугольная, вентральная пластинка широкая, длина почти равна ширине; спинные пластинки язычковидные, дистально тупые, длина примерно равна ширине; сперматеки треугольные, неразделенные; протоки оплодотворения желтоватые, ориентированные вперед. Карапакс самок желтоватый с чёрными боковыми краями; грудная ямка и радиальные борозды отчетливые; стернум буроватый; брюшко чёрное с желтоватыми поперечными перевязями; ноги буроватые с отчетливыми чёрными кольцами. Сходен с видами P. cona и P. lemenba. Вид был впервые описан в 2021 году китайским арахнологами Xiaoqing Zhang и Shuqiang Li (Institute of Zoology, Chinese Academy of Sciences, Пекин, Китай) по материалам из Непала.